# Westin Peachtree Plaza
El Westin Peachtree Plaza es un rascacielos situado en Atlanta, Georgia, Estados Unidos. 
Posee una altura de 220,4 metros y 72 pisos.